# Валя-ку-Апе
Валя-ку-Апе (рум. Valea cu Apă) — село у повіті Горж в Румунії. Входить до складу комуни Феркешешть.
Село розташоване на відстані 229 км на захід від Бухареста, 21 км на південь від Тиргу-Жіу, 72 км на північний захід від Крайови.

## Населення
За даними перепису населення 2002 року у селі проживала 471 особа, усі — румуни. Усі жителі села рідною мовою назвали румунську.